# ジョージ・ワイナー
ジョージ・ワイナー（George Wyner,  1945年10月20日 - ）は、アメリカ合衆国の俳優である。

## 来歴
1945年、マサチューセッツ州ボストンに生まれる。両親共にユダヤ系の家庭で、シラキュース大学で演劇を学んだ。
1968年に同大学を卒業した後、本格的な役者活動をスタートさせ、1970年代初頭にはテレビ・映画でプロデビューを果たした。以後、現在に至るまで様々な作品に出演している。主に脇役としての出演が多いが、中でもメル・ブルックス監督のパロディ映画『スペースボール』では、ブルックスとリック・モラニスとのトリオとしてメインキャストにキャスティングされており、笑いの要素に貢献した。現在もコンスタントに活動を続けており、近年ではコーエン兄弟が監督したブラック・コメディ『シリアスマン』などに出演している。

## 出演作品

### 映画
- ビリー・ホリデイ物語/奇妙な果実 Lady Sings the Blues (1972)
- ロング・グッドバイ The Long Goodbye (1973)
- エアポート'75 Airport 1975 (1974)
- The Law (1974) ※テレビ映画
- The Nurse Killer (1975)
- スマイル Smile (1975)
- ドッグ Dogs (1976)
- 大統領の陰謀 All the President's Men (1976)
- がんばれ!ベアーズ The Bad News Bears (1976)
- Tail Gunner Joe (1977) ※テレビ映画
- ダフィ Duffy (1977)
- サンシャイン・ボーイズ The Sunshine Boys (1977)
- 大統領を撃った男 ケネディ暗殺の謎・オズワルドの証言 The Trial of Lee Harvey Oswald (1977) ※テレビ映画
- がんばれ!ベアーズ大旋風 -日本遠征- The Bad News Bears Go to Japan (1978)
- アイランダー The Islander (1978)
- Whose Life Is It Anyway? (1981)
- ドロップアウト・パパ Drop-Out Father (1982) ※テレビ映画
- My Favorite Year (1982)
- メル・ブルックスの大脱走 To Be or Not to Be (1983)
- 霊界からのメッセージ・降霊盤の謎 Deadly Messages (1985) ※テレビ映画
- フレッチ/殺人方程式 Fletch (1985)
- ワイルドキャッツ Wildcats (1986)
- スペースボール Spaceballs (1987)
- フレッチ登場!/5つの顔を持つ男 Fletch Lives (1989)
- 青春!ケンモント大学 Listen to Me (1989)
- Knights of the Kitchen Table (1990) ※テレビ映画
- ビバリーヒルズを乗っ取れ! The Taking of Beverly Hills (1991)
- For Richer, for Poorer (1992) ※テレビ映画
- ロード・ウォリアーズ Road Warriors (1995) ※テレビ映画
- ディアボロス/悪魔の扉 The Devil's Advocate (1997)
- ポストマン The Postman (1997)
- ロックフォードの事件メモ/間違えられた男 The Rockford Files: If It Bleeds... It Leads (1999) ※テレビ映画
- アメリカン・サマー・ストーリー American Pie 2 (2001)
- あるあるティーン・ムービー Not Another Teen Movie (2001)
- The Mesmerist (2002)
- Do It for Uncle Manny (2002)
- Gilda Radner: It's Always Something (2002)
- アメリカン・ドリーム/ 二つの祖国 Almost a Woman (2002)
- Knee High P.I. (2003) ※テレビ映画
- Domino One (2005)
- Though None Go with Me (2006) ※テレビ映画
- ブラック・ウィドウ Black Widow (2007)
- How to Be a Serial Killer (2008)
- Shattered! (2008)
- シリアスマン A Serious Man (2008)
- ウィッシュリスト The Wish List (2010)
- 人生の特等席 Trouble with the Curve (2012)
- In Security (2013)
- Snow Bride (2013) ※テレビ映画

### テレビシリーズ
- おかしな二人 The Odd Couple (1971)
- 鬼警部アイアンサイド Ironside (1972)
- Adam's Rib (1973)
- 刑事コロンボ Columbo (1973)
- 探偵スヌープ姉妹　The Snoop Sisters (1974)
- ポリス・ストーリー Police Story (1974)
- 刑事コジャック Kojak (1974, 1978)
- マニックス Mannix (1974)
- エラリー・クイーン Ellery Queen (1975)
- Sanford and Son (1975)
- 署長マクミラン McMillan & Wife (1975)
- ロックフォードの事件メモ The Rockford Files (1975-1977)
- スイッチ Switch (1975, 1976)
- ハワイ5-0 Hawaii Five-O (1976)
- Baa Baa Black Sheep (1976)
- チャーリーズ・エンジェル Charlie's Angels (1976)
- 刑事デルベッキオ Delvecchio (1976, 1977)
- Dr.刑事クインシー Quincy M.E. (1976, 1977, 1980)
- Lucan (1977)
- ラファティ Rafferty (1977)
- マッシュ M*A*S*H (1978)
- エマージェンシー! Emergency! (1978)
- オール・イン・ザ・ファミリー All in the Family (1979)
- Big Shamus, Little Shamus (1979)
- かっとび放送局WKRP WKRP in Cincinnati (1980)
- 白い影 The White Shadow (1980)
- アリス Alice (1980)
- ソープ Soap (1981)
- 私立探偵ネロ・ウルフ Nero Wolfe (1981)
- 事件記者ルー・グラント Lou Grant (1981)
- Making the Grade (1982)
- ヒルストリート・ブルース Hill Street Blues (1982-1987)
- Teachers Only (1982)
- マット・ヒューストン Matt Houston (1982-1985)
- At Ease (1983)
- Lottery! (1983)
- ファンタジー・アイランド Fantasy Island (1984)
- 特攻野郎Aチーム The A-Team (1984)
- サイモン&サイモン Simon & Simon (1984)
- Berrenger's (1985)
- Hail to the Chief (1985)
- 俺たち賞金稼ぎ!!フォール・ガイ The Fall Guy (1986)
- レストランは大騒ぎ It's a Living (1986)
- ディズニー・ランド Disneyland (1986)
- ジェシカおばさんの事件簿 Murder, She Wrote (1988, 1991, 1995)
- She's the Sheriff (1987-1989)
- The Famous Teddy Z (1989)
- 天才少年ドギー・ハウザー Doogie Howser, M.D. (1990)
- トゥルー・カラーズ True Colors (1990)
- ゴールデン・ガールズ The Golden Girls (1990)
- タイムマシーンにお願い Quantum Leap (1991)
- Man of the People (1991-1992)
- Step by Step (1992)
- L.A.ロー 七人の弁護士 L.A. Law (1993)
- Good Advice (1993-1994)
- Married with Children (1994)
- Goode Behavior (1996)
- ボーイ・ミーツ・ワールド Boy Meets World (1996)
- Mr. Rhodes (1996)
- トータル・セキュリティ Total Security (1997)
- Life with Roger (1997)
- Family Matters (1997)
- TVキャスター マーフィー・ブラウン Murphy Brown (1997)
- マイケル・ヘイズ Michael Hayes (1998)
- 炎のテキサス・レンジャー Walker, Texas Ranger (1998)
- ブルックリン74分署 Brooklyn South (1998)
- NYPDブルー NYPD Blue (1998)
- Living in Captivity (1998)
- ザ・プラクティス ボストン弁護士ファイル The Practice (1999)
- Malcolm & Eddie (1999)
- サブリナ Sabrina, the Teenage Witch (2000)
- 霊能者アザーズ The Others (2000)
- シティ・オブ・エンジェル City of Angels (2000)
- The District (2000)
- Cover Me: Based on the True Life of an FBI Family (2001)
- デイズ・オブ・アワ・ライブス Days of Our Lives (2001-2013)
- ストレンジ・ワールド Strange World (2002)
- ダーマ&グレッグ Dharma & Greg (2002)
- マルコム in the Middle Malcolm in the Middle (2002)
- シー・スパイズ She Spies (2002)
- スターゲイト SG-1 Stargate SG-1 (2002)
- For the People (2002)
- ニューヨーク・パパ Family Affair (2002)
- Less Than Perfect (2003, 2004)
- ザ・ホワイトハウス The West Wing (2003)
- NIP/TUCK マイアミ整形外科医 Nip/Tuck (2003)
- チャーリー・シーンのハーパー★ボーイズ Two and a Half Men (2003)
- WITHOUT A TRACE/FBI 失踪者を追え! Without a Trace (2004)
- Jack & Bobby (2005)
- SHARK カリスマ敏腕検察官 Shark (2007)
- デスパレートな妻たち Desperate Housewives (2007, 2009)
- ジャーニーマン 時空を越えた赤い糸 Journeyman (2007)
- ER緊急救命室 ER (2007, 2008)
- ボストン・リーガル Boston Legal (2008)
- BONES Bones (2008)
- 'Til Death (2008)
- レイジング・ザ・バー Raising the Bar (2009)
- メンタリスト The Mentalist (2009, 2010, 2011)
- Dr.HOUSE House M.D. (2010)
- glee/グリー Glee (2011)
- メル&ジョー 好きなのはあなたでしょ? Melissa & Joey (2011, 2014)
- Retired at 35 (2011, 2012)
- TOUCH/タッチ Touch (2013)
- Anger Management (2014)
- Friends with Better Lives (2014)
- NCIS 〜ネイビー犯罪捜査班 NCIS: Naval Criminal Investigative Service (2015)
- Dr. Ken (2016)
- Murder in the First (2016)
- Bad Internet (2016)
- シェイムレス 俺たちに恥はない Shameless (2016)
- ビッグバン★セオリー/ギークなボクらの恋愛法則 The Big Bang Theory (2017)
- Major Crimes ～重大犯罪課 Major Crimes (2017)
- American Housewife (2018)

## 参照
1. ↑  “George Wyner Biography”. 2014年7月6日閲覧。